# 學習的理由
《學習的理由》（英語：If There is a Reason to Study），原作《The Soul 不想考基測》（英語：The Soul -- I Don't Want the Basic Competence Test）是由楊逸帆執導的一部教育紀錄片。本片從2009年3月開始拍攝，當時楊逸帆年僅十四歲，仍就讀宜蘭縣立人文國民中小學國中二年級。費時七年製作，2016年8月藉由群眾募資在台北、桃園、台中、台南、高雄、宜蘭上映。
本片由楊逸帆拍攝自己在人文國中小的朋友們面對基測的過程，並追蹤他們一路到大學的改變歷程，探討升學與分流體系對青少年的影響，更觸及人們為何「換了位子就換了腦袋」此一大哉問。

## 劇情簡介
台灣學生在國三之後，學習就得分流。怪的是，孩子成績越好，可選擇的學校越多。社會不成文的認知是，選擇學術高中，出路多；選擇職業學校，難回頭。面對未知的明天，十五歲的靈魂，將何去何從？
人文國中小是一所沒有分數與排名，讓學生廣泛探索自我的體制外學校。為了升學，這所學校的學生卻在2009年第一次面對基測。好奇心驅使，當時年僅十四歲，就讀人文國中小八年級的逸帆決定拿起攝影機拍攝《學習的理由》（原作：不想考基測）紀錄片，紀錄朋友們的升學心聲。
立安從小自學組裝零件、３Ｄ動畫，鄙視應試教育，卻漸漸在考試中吃到甜頭。雨萱成績優秀，偏偏更愛演藝，陷入兩難抉擇。沛玲怕自己跳舞的興趣沒出路，奮發苦讀，卻難以提升課業表現。興豪音樂才華洋溢，音樂老師卻去當了上班族，讓他不知：該「面對現實」，還是繼續逐夢？
主流教育告訴他們「安故守常」是生存條件，「努力讀書、考試」才能勝出。逸帆發現，面對新的遊戲規則，朋友們漸漸失去夢想的勇氣、學習的理由。為了替莘莘學子發聲，逸帆也親自挑戰基測，卻漸漸遺忘初衷......

## 製作過程

### 電影配樂與主題曲
| 曲別   | 曲名     | 作曲   | 作詞   | 編曲 | 製作   | 演唱                                                    |
| ------ | -------- | ------ | ------ | ---- | ------ | ------------------------------------------------------- |
| 主題曲 | 童年回憶 | 楊逸帆 | 楊逸帆 | 聶琳 | 吳孟諺 | 余惠心 林軍妤 林玟圻 張語嫣 曾以寧 陳郁涵 羅雯欣 楊逸帆 |

2011年，在許多台灣體制內學生、家長、教師、行政主管與教育官員的採訪經驗中，導演楊逸帆深深感受到教育第一線的無力，寫下本紀錄片主題曲〈童年回憶〉，獻給片中舞蹈的女孩。
2013年，楊逸帆與曾獲2012年金鐘獎最佳音效獎的史旻玠展開合作，擔任《學習的理由》配樂師，並以〈童年回憶〉為主旋律，做出幾首配樂。
2016年，楊逸帆以「開放青少年素人參與專業錄製」的實習計畫邀約曾任十二夜紀錄片配樂的聶琳擔任〈童年回憶〉編曲。

## 《學習的理由》公益放映Ｘ影響力計畫

### 《學習的理由》主題曲錄製計畫
秉持青醒 Awakening團隊一貫的理念，《學習的理由》在網路上招募三位二十二歲以下的素人參與主題曲錄製，「希望讓這段製作過程成為對有緣人有幫助的實習經驗」。不到一週，便湧入超過團隊能負荷的報名人數，使招募必須終止。其後，七位素昧平生的少年少女從台灣雲林、嘉義、彰化、台中、基隆等地，紛紛來到台北和平阿帕錄音室進行三日課程，並在獨立音樂人吳孟諺的指導下完成主題曲錄製。這首主題曲的MV也是在導演楊逸帆與攝影師林彥甫指導下，由有意學習影像製作的演唱者張語嫣、曾以寧擔任導演兼剪輯，在實作經驗中習得技能。

## 獎項
| 年份   | 國家   | 影展             | 項目                |            |
| ------ | ------ | ---------------- | ------------------- | ---------- |
| 2014年 | 台灣   | 高雄教育影展     | 開幕特映            | 特約       |
| 2014年 | 英國   | 雪菲爾紀錄片影展 | Videotheque市場單元 | 入圍       |
| 2014年 | 香港   | 華語紀錄片節     | 長片組              | 季軍       |
| 2014年 | 印尼   | 國際電影獎       | 紀錄片新人          | 金獎       |
| 2014年 | 台灣   | 南方影展         | 最佳紀錄片          | 入圍       |
| 2014年 | 台灣   | 南方影展         | 最佳人權獎          | 入圍       |
| 2014年 | 中國   | 深圳藝穗節       | 教育單元            | 特約       |
| 2015年 | 台灣   | 青少年影展       | 開幕片              | 特約       |
| 2015年 | 美國   | 紐約亞美電影節   | 紀錄片              | 青年觀點獎 |
| 2016年 | 印尼   | 世界紀錄片獎     | 人道關懷獎          | 得主       |
| 2016年 | 美國   | 環球電影節       | 紀錄片單元          | 入圍       |
| 2017年 | 加拿大 | 加拿大兒童電影節 | 紀錄片單元          | 特約       |

## 評價

### 迴響
本片在台灣正式上映前，就已經在各地影展、試映會獲得許多迴響。
台灣導演徐漢強在2014年南方影展手冊序言〈創作的課題〉中提及，《學習的理由》是該年影展作品中，他認為「最驚人」的三部作品之一：「以挖掘台灣幾近變態的考試教育文化主題來說，本片可能是近期最好的作品」。
前媒體人、現任親職作家羅怡君在一篇影評中寫道，《學習的理由》讓十幾年來不斷擺佈教育，卻找不到主人的「巨大黑手」現身了。
2016年8月12日，時任教育部次長陳良基在《學習的理由》首映前，於教育部接見楊逸帆及青醒 Awakening團隊成員。會後，陳良基在facebook粉絲頁表示，這部作品忠實呈現了孩子的學習動力與潛能，如何在進入教育體系後被「急速凍結」，反映台灣教育現場普遍的真實。並坦言：單一價值觀的學習評量制度，相對無趣，更使能力太強的被排擠，表現太差的被霸凌，學習變成是件痛苦的過程，人生的無奈。此外，他更請楊逸帆邀請海外實驗教育機制，為台灣教育注入活水。
2016年12月31日，影評人鄭秉泓將《學習的理由》評為「2016年最傑出的台灣電影」，寫道：「今年最驚喜的台灣電影！不是因為導演是國中生，更在於它切入的角度，以及思辨的方式。我們究竟為了什麼而學習？透過學習就能夠達成目的嗎？本片導演楊逸帆又是基於什麼理由想要拍攝這部關於『不想考基測』的電影？《學習的理由》是一場行為藝術，是一場影像實踐，是我心中最足以代表2016年的台灣電影。」

### 批評
即便在各國獲得不少影展肯定，以及教育人士的好評，仍有網友認為這部片不夠成熟。
「导演14岁便开始拍摄这部纪录片，质疑当下台湾的中小学教育体制。数年追问，一直到最后，质疑还只是质疑，并未能找到出路，但这种探索仍然很可贵。影片未能拍摄到更多有效素材，剪辑也有点杂乱，导演还需要苦练内功。」一位中國網友在豆瓣寫到。

## 外部連結
- 學習的理由 If There is a Reason to Study （页面存档备份，存于）
- 《學習的理由 If There is a Reason to Study》的Facebook專頁
- YouTube上的《學習的理由》正式募資片
- 嘖嘖上的 《學習的理由》公益放映Ｘ影響力計畫（页面存档备份，存于） 群眾募資頁面